# مجموعه بردگوریهای لاخشک
مجموعه بردگوریهای لاخشک در شهرستان اردل، بخش مرکزی، روستای لاخشک واقع شده و این اثر در تاریخ ۲۴ فروردین ۱۳۸۲ با شمارهٔ ثبت ۸۱۹۵ به‌عنوان یکی از آثار ملی ایران به ثبت رسیده است.